# Coregonus kiyi
Coregonus kiyi is een straalvinnige vissensoort uit de familie van de zalmen (Salmonidae). De wetenschappelijke naam van de soort is voor het eerst geldig gepubliceerd in 1921 door Walter Norman Koelz (1895 –1989).
In de vorige eeuw kwam deze soort houting wijd verspreid voor in de Grote Meren. De plaatselijke naam van de vis is "kiyi". Nu zijn er alleen nog populaties in het Bovenmeer. Nader onderzoek naar het voorkomen van deze houting soort is noodzakelijk. De vis staat kwetsbaar op de Rode Lijst van de IUCN.